# دانشگاه ولی میسی‌سیپی (بولیوار)
دانشگاه ولی میسی‌سیپی (به انگلیسی: Mississippi Valley State) یک منطقهٔ مسکونی در ایالات متحده آمریکا است که در شهرستان لفلور واقع شده‌است. دانشگاه ولی میسی‌سیپی ۴٫۶۵ کیلومتر مربع مساحت و ۸۰۵ نفر جمعیت دارد و ۳۴۳٫۸۲ متر بالاتر از سطح دریا واقع شده‌است.